# 僕が唄うと君は笑うから
『僕が唄うと君は笑うから』（ぼくがうたうときみはわらうから）は、高屋奈月による日本の漫画作品。1998年『花とゆめ』（白泉社）第14号に掲載された短編で、1999年11月に本作を表題とする短編集が刊行された。本項では単行本の併録作品についても記述。

## あらすじ
高校1年の高橋厚士は、生まれつき口下手・無愛想な性質で「何を考えているか分からない」と女子生徒を中心に誤解され、「怖い人」というレッテルを貼られていた。そんな厚士だが、中学の同級生とバンド活動をしている。
実は厚士には気になっている少女がいた。バンドを始めたばかりの頃、ギターを担当している同級生・嵩の家で出会った嵩の従姉・中田杏である。杏は彼らと同い年で、同じ高校に通っていたが、中学2年頃からいじめに遭っており、卑屈な態度が身についてしまっていた。しかし中学時代、「気晴らしに」と嵩からバンドのテープをもらった杏は、そこから流れてきた厚士が作る歌に励まされており、以来、彼らのバンドを密かに評価しているのだという。そして、文化祭用の新曲に悩む厚士は、杏を元気付けられないかと曲を書き始めた。
厚士たちのバンドは、文化祭で2年生のバンドと合同でライブをやることになっていたが、厚士と杏がよく一緒にいることが気に食わない2年生によって杏が暴行されかけるという事件がおきた。杏を助けようとしてキレた厚士は先輩2人を半殺しにし、3人揃って停学処分を受けてしまう。
それを聞いた杏は、教師に事情をすべて話し、停学が解けて登校した2人を殴り飛ばした。厚士はそれを嵩からの連絡で知り、翌日に登校。昼休みの中庭で顔を合わせるなり、手の怪我を誤魔化して、ライブがだめになってしまったことを謝る杏。そこに雨が降り出した。そして雨に濡れながら、厚士は杏のために書いた新曲を歌いだす。

## 主な登場人物
高橋厚士（たかはし あつし）
高校1年。同級生2人と中学時代からポップスのバンドを組んでいる。担当はボーカルとベース。作詞作曲も行う。目つきが悪く、生まれつきの口下手と無愛想も影響して女子生徒から「怖い人」というレッテルを貼られている。雨音に耳を傾けるなど、独特の感性を持つ。
同級生でバンド仲間である嵩（たかし）の従姉・杏に中学時代から片想いしているが、なかなか想いを伝えられずにいた。一度キレると怖い。
中田杏（なかた あんず）
文化祭実行委員を務める少女。中学時代からいじめられており、卑屈な性格になってしまった。厚士とは中学時代に1度会ったきりだが、嵩が気晴らしにとあげたテープを聴いて、彼の歌が好きになった。厚士の感性に近いそれを持つのか、下敷きが受ける雨の音を「音楽（うた）みたい」と評したことがある。

## 併録作品

### Ding Dong
1993年『花とゆめプラネット増刊』1月5日号に掲載。
母親を幼い頃に亡くしている高校生の千里は、再婚して3ヶ月の父をも亡くし、血の繋がらない母と2人暮らしになってしまった。
幼馴染である孝弘の母が指摘するまでもなく、自分が義母・静子の足かせになっている可能性に気づいていた千里は、幼い頃から仕事が忙しいことを理由にほとんど構ってくれなかった父の愛情をも疑っていた。だが静子は、母が死ぬまで千里をほったらかしにしていたせいでどう接していいか分からなかっただけだと言い、彼女に促されて父の書斎へ入り、クローゼットで長年父が渡せずに貯め続けていたクリスマスプレゼントを見つけた千里は、その愛情を確かめることが出来たのだった。

### Voice of mine
1993年『別冊花とゆめ』11月号に掲載。
とある音大の付属高校・ヴァイオリン科1年の稲垣秀は地区コンクールを満場一致で優勝するほどの腕を持つ天才ヴァイオリニストだが、両親も高名なプレイヤーであるため、「七光り」と嫉妬されることもあった。コンクールのことが校内新聞の記事にされて張り出された日、秀は練習中の教室に飛び込んできたヴィオラ科の同級生・双葉と出会う。双葉もまた、まっすぐで素直な音を出すことで先輩に目を付けられていた。
そして、秀は校内発表会で本来3年生しか出来ない独奏を披露することになった。それが更なる嫉妬の対象となり、「コンクールの金賞もコネで獲った」という噂まで広がった秀は、自信を喪失してしまう。そんな折、偶然先輩に絡まれている双葉を目撃した秀は、権力を笠に着るような形で双葉を助けてしまい、更なる自己嫌悪に陥る。しかし、双葉に秘密を明かされ、励まされたことで自信を取り戻し、発表会ではその実力を校内に認めさせることが出来たのだった。

### Double Flower
1994年『別冊花とゆめ』2月号に掲載。
19歳の橘透流の趣味は手芸。男子でありながら、キルトのベッドカバーからぬいぐるみに至るまでお手の物の腕を持つ。そのせいで実家から勘当されているが、知り合いの1つ年上の女性・麻琴の母がやっている雑貨屋に商品を卸してはバイト代を稼いで、小さなアパートで気ままに暮らしていた。
ある冬の日、そんな透流の元に血の繋がらない小学生の姪・綾が家出してきた。透流に懐いている綾は綾で、再婚である両親が離婚しており、生活の都合という名目で血の繋がらない自分が橘家に置き去りにされながら許容されている一方で、継父と血の繋がった叔父が勘当されていることに人知れず悩んでいる。
実は透流は麻琴に高校時代からずっと片想いしている。麻琴は麻琴で片想いの相手がいたため、その思いは告げられずにいたが、バレンタインデー直前に店に顔を出した透流は、麻琴の失恋を本人から知らされる。綾の言葉を受け、自分を変えようとし始めた透流だが、慣れないことを重ねても上手くいくわけがない。綾はとうとうキレて思いの丈を透流にぶつけ、靴も履かずにアパートを飛び出し、はずみで雪で濡れた階段に足を滑らせてしまう。
追いついた透流にギリギリで庇われ、たいした怪我はしなかったものの、風邪を引いて寝込んだ綾。しかし、透流が階段を転がり落ち、頭から血を流しているところに来合わせた麻琴と透流にすべてをバラし、実家に電話する前に2人の背中を押した。
そして、バレンタインデー。綾は前日に回復して帰宅しており、透流は麻琴のいる店からの帰り際、「バレンタイン・プレゼント」を麻琴に渡して告白。そのまま帰路につくが、麻琴が追いかけてきて結ばれる。しかし後日、学校帰りに透流のアパートを訪れた綾は、「今のあたしと透流じゃ どう見ても透流が変質者になっちゃうから防波堤になってて」と、爆弾発言を残して去って行った。

### 暗黒姫
1998年『花とゆめステップ増刊』1月15日号掲載。『翼を持つ者』の主要キャラクターで名作『白雪姫』をアレンジした番外編。後にドラマCD化された（こちらも参照）。
しかし、ヒロインの抄華は、純粋無垢であるはずの白雪姫は気に入らないことがあるととんでもない刑罰を与える「暗黒姫」となっており、王であるヒルトによって賞金をかけられたり、寿にしか興味がない擂文の王子は姫よりドワーフの寿に執心だったりするコメディへと変貌している。

## 書誌情報
- 高屋奈月 『僕が唄うと君は笑うから』 白泉社〈花とゆめコミックス〉全1巻
  - 1999年11月25日発行[1] ISBN 4-592-17744-4